# Morrnah Simeona
Morrnah Nalamaku Simeona (Honolulu, 19 maggio 1913 – Kirchheim, 11 febbraio 1992) è stata una personalità religiosa statunitense nativa hawaiana, riconosciuta come un kahuna lapa'au (guaritrice) nelle Hawaii, che ha predicato la sua versione aggiornata della filosofia Ho'oponopono negli Stati Uniti, in Asia ed Europa.

## Biografia
Simeona nacque il 19 maggio 1913 a Honolulu (Hawaii), da Kimokeo e Lilia Simeona, entrambi nativi hawaiani. Sua madre Lilia è stata una degli ultimi riconosciuti kahuna la ʻ kahea ovvero 
"sacerdote che guarisce con le parole". Morrnah era una praticante di massaggio lomi lomi e per dieci anni ha gestito centri benessere presso gli hotel Kahala Hilton e Royal Hawaiian. Tra i suoi clienti presso la spa dell'Hilton ci sono stati Lyndon B. Johnson, Jackie Kennedy e Arnold Palmer. Nel 1983, è stata riconosciuta come un kahuna lapa'au (guaritrice) e onorata come un " Tesoro Vivente delle Hawaii" da parte della Honpa Hongwanji Mission of Hawaii.

### Ho'oponopono
Nel 1976 ha iniziato a modificare il tradizionale rituale di perdono e riconciliazione hawaiano di Ho'oponopono adattandolo alla realtà dei tempi moderni. La sua versione di Ho'oponopono è stata influenzata dalla sua formazione cristiana (protestante e cattolica) e i suoi studi filosofici su India, Cina ed Edgar Cayce. La combinazione delle tradizioni hawaiane, la preghiera al Divino Creatore e il collegamento con le questioni della reincarnazione e del karma hanno portato a un nuovo processo unico di risoluzione dei problemi, più simile a un modello di auto-aiuto piuttosto che al tradizionale rituale di gruppo hawaiano. Non ha avuto remore nell'adattare i concetti tradizionali alle applicazioni contemporanee, sebbene fosse criticata da alcuni puristi hawaiani. «Il suo sistema utilizza tecniche ho'oponopono per creare una partnership di lavoro tra le tre parti della mente o o del sé, che lei chiama con nomi hawaiani, nonché con i termini subconscio, conscio e superconscio.»
Ha tenuto corsi di formazione e conferenze su Ho'oponopono alle Nazioni Unite, in una decina di stati negli Stati Uniti, e in più di 14 paesi, tra i quali Germania, Paesi Bassi, Svizzera, Francia, Russia e Giappone. Ha insegnato in scuole di istruzione superiore, come ad esempio l'Università delle Hawai e l'Università Johns Hopkins, in strutture sanitarie, istituzioni religiose e imprese. Nel 1982 ha organizzato il Primo Simposio mondiale sull'identità dell'uomo. Un giornalista ha osservato: «C'era qualcosa di molto rilassante e rassicurante nella presenza e nella voce di Simeona, un senso di serenità nei suoi confronti, mentre parlava di insegnare alle persone come alleviare lo stress e raggiungere la tranquillità».
Per diffondere il suo processo ho'oponopono, ha fondato i Pacifica Seminars negli anni '70 e nel 1980 The Foundation of I, Inc. (Freedom of the Cosmos). Nel 1990, ha avviato i Pacifica Seminars in Germania. Simeona ha scritto tre libri di testo: Self-Identity through Hoʻoponopono, Basic 1 (128 pagg.), Basic 2 (da usare dopo due anni di pratica) e Basic 3 (da usare dopo cinque anni). I tempi di attesa per Basic 2 e 3 sono stati raccomandati per lo sviluppo di un profondo rispetto per la "presenza divina". Nel 1990 l'originale inglese di Basic 1, ottava edizione, è stato tradotto e stampato ufficialmente in tedesco e francese.
Alla fine dell'autunno 1990, il suo ultimo viaggio per conferenze e seminari la portò attraverso l'Europa fino a Gerusalemme. Il 16 gennaio 1991 è tornata in Germania, dove ha vissuto nella casa di un amico a Kirchheim, vicino a Monaco, fino alla sua morte l'11 febbraio 1992.

## Statua della libertà

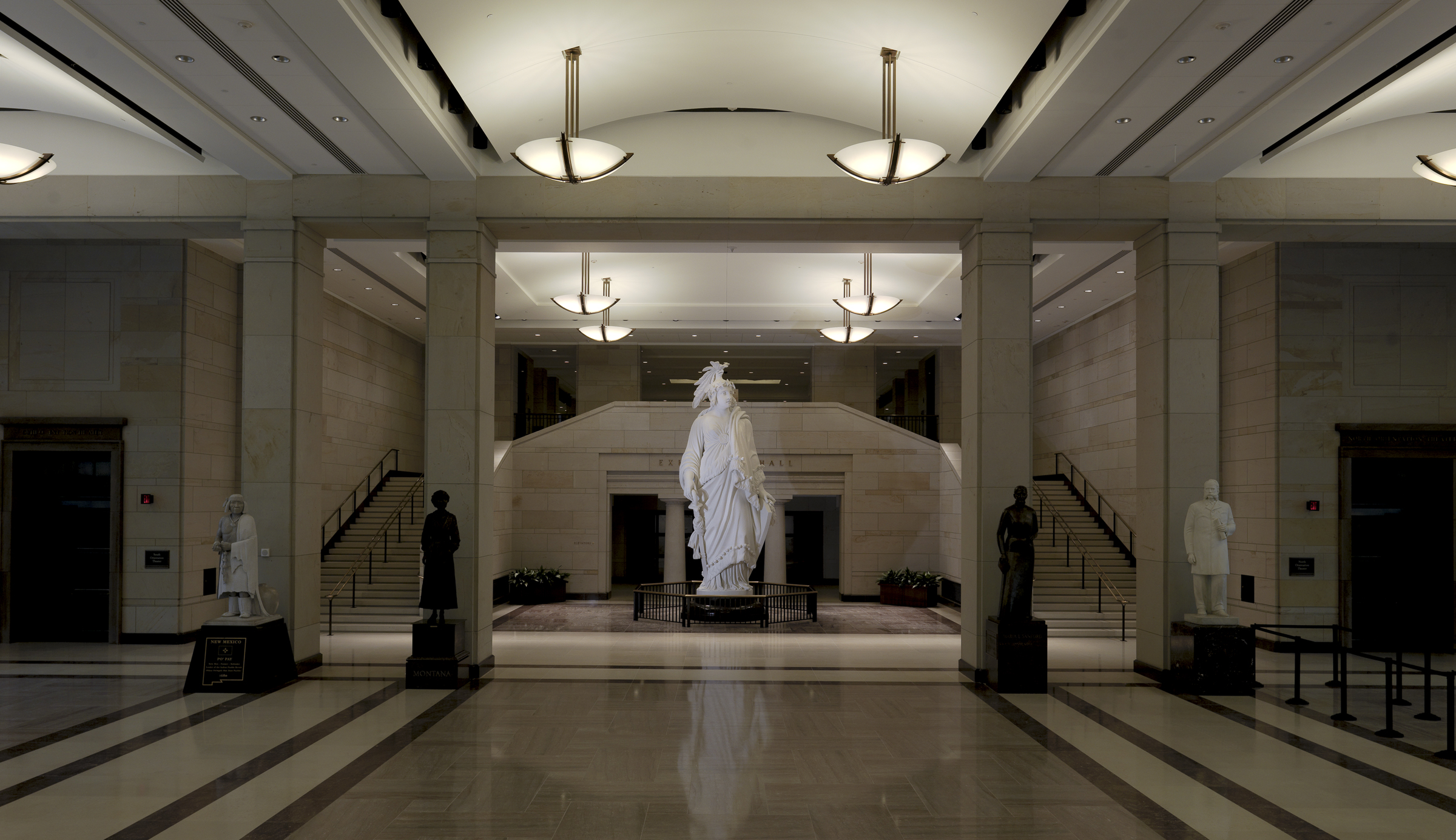
Il modello in gesso della Statua della Libertà risiede ora nel Capitol Visitor Centre

Il 25 marzo 1992, il senatore statunitense Daniel Akaka (Hawaii), elogiò Simeona durante il Congressional Record. Informò come lei aveva appreso che l'originale calco in gesso della Statua della Libertà in ghisa, che si trova sulla cima della cupola del Campidoglio degli Stati Uniti, veniva conservato in un deposito; raccolse 25 000 dollari per ristrutturarlo e ripristinarlo, e di conseguenza fu spostato e messo in mostra nel Russell Senate Office Building (ora nel Centro visitatori del Capitol Visitor Center) dove, secondo Akaka, sarebbe servito come ricordo di Simeona. 